# Diocesi di Arundel e Brighton
La diocesi di Arundel e Brighton (in latino Dioecesis Arundelliensis-Brichtelmestunensis) è una sede della Chiesa cattolica in Inghilterra suffraganea dell'arcidiocesi di Southwark. Nel 2022 contava 181.800 battezzati su 3.373.000 abitanti. È retta dal vescovo Charles Phillip Richard Moth.

## Territorio
La diocesi comprende le contee inglesi del West Sussex, dell'East Sussex, parte di quella del Surrey (eccetto i boroughs della Grande Londra ed il distretto di Spelthorne) e l'autorità unitaria di Brighton & Hove.
Sede vescovile è la città di Hove. Ad Arundel si trova la cattedrale di Santa Maria e San Filippo Howard.
Il territorio si estende su 4.998 km² ed è suddiviso in 96 parrocchie, raggruppate in 13 decanati.

## Storia
La diocesi è stata eretta il 28 maggio 1965 con la bolla Romanorum Pontificum di papa Paolo VI, ricavandone il territorio dalla diocesi di Southwark, contestualmente eretta ad arcidiocesi metropolitana.
Nel 1967 è stato istituito dallo stesso papa il capitolo dei canonici della cattedrale.

## Cronotassi dei vescovi
Si omettono i periodi di sede vacante non superiori ai 2 anni o non storicamente accertati.
- David John Cashman † (14 giugno 1965 - 14 marzo 1971 deceduto)
- Michael George Bowen † (14 marzo 1971 succeduto - 28 marzo 1977 nominato arcivescovo di Southwark)
- Cormac Murphy-O'Connor † (17 novembre 1977 - 15 febbraio 2000 nominato arcivescovo di Westminster)
- Kieran Thomas Conry (8 maggio 2001 - 4 ottobre 2014 dimesso)[1]
- Charles Phillip Richard Moth, dal 21 marzo 2015

## Statistiche
La diocesi nel 2022 su una popolazione di 3.373.000 persone contava 181.800 battezzati, corrispondenti al 5,4% del totale.
| anno | popolazione | popolazione | popolazione | presbiteri | presbiteri | presbiteri | presbiteri                | diaconi | religiosi | religiosi | parrocchie |
| anno | battezzati  | totale      | %           | numero     | secolari   | regolari   | battezzati per presbitero | diaconi | uomini    | donne     | parrocchie |
| ---- | ----------- | ----------- | ----------- | ---------- | ---------- | ---------- | ------------------------- | ------- | --------- | --------- | ---------- |
| 1969 | 141.000     | 2.000.000   | 7,0         | 366        | 208        | 158        | 385                       |         | 158       | 1.167     | 114        |
| 1980 | 151.380     | 2.000.000   | 7,6         | 345        | 215        | 130        | 438                       | 3       | 170       | 1.218     | 114        |
| 1990 | 152.000     | 2.100.000   | 7,2         | 279        | 198        | 81         | 544                       | 10      | 113       | 831       | 115        |
| 1999 | 162.590     | 3.016.000   | 5,4         | 246        | 185        | 61         | 660                       | 12      | 94        | 578       | 114        |
| 2000 | 162.820     | 3.020.000   | 5,4         | 256        | 182        | 74         | 636                       | 13      | 82        | 574       | 114        |
| 2001 | 171.209     | 3.030.000   | 5,7         | 245        | 177        | 68         | 698                       | 13      | 88        | 555       | 114        |
| 2002 | 153.639     | 3.030.000   | 5,1         | 238        | 172        | 66         | 645                       |         | 87        | 534       | 116        |
| 2003 | 153.639     | 3.000.000   | 5,1         | 230        | 170        | 60         | 667                       | 22      | 92        | 524       | 116        |
| 2004 | 146.672     | 3.000.000   | 4,9         | 233        | 171        | 62         | 629                       | 20      | 78        | 511       | 116        |
| 2006 | 111.500     | 3.014.000   | 3,7         | 234        | 170        | 64         | 476                       | 26      | 92        | 429       | 115        |
| 2012 | 196.700     | 3.200.000   | 6,1         | 197        | 134        | 63         | 998                       | 46      | 87        | 404       | 94         |
| 2015 | 176.100     | 3.275.000   | 5,4         | 222        | 124        | 98         | 793                       | 44      | 129       | 348       | 91         |
| 2018 | 178.075     | 3.310.715   | 5,4         | 188        | 115        | 73         | 947                       | 50      | 104       | 323       | 91         |
| 2020 | 179.800     | 3.342.140   | 5,4         | 183        | 113        | 70         | 982                       | 49      | 107       | 299       | 91         |
| 2022 | 181.800     | 3.373.000   | 5,4         | 181        | 117        | 64         | 1.004                     | 50      | 103       | 203       | 96         |